# Iwanowice (gmina w województwie poznańskim)
Iwanowice – dawna gmina wiejska istniejąca do 1954 roku w woj. łódzkim i poznańskim. Siedzibą władz gminy były Iwanowice.
Za Królestwa Polskiego gmina Iwanowice należała do powiatu kaliskiego w guberni kaliskiej. 19 maja?/31 maja 1870 do gminy przyłączono pozbawione praw miejskich Iwanowice.
W okresie międzywojennym gmina Iwanowice należała do powiatu kaliskiego w woj. łódzkim. 1 kwietnia 1938 roku gminę wraz z całym powiatem kaliskim przeniesiono do woj. poznańskiego.
Po wojnie gmina zachowała przynależność administracyjną. 1 lipca 1952 roku gmina składała się z 20 gromad: Antonin, Borek, Chojno, Iwanowice, Joanka, Korzekwin, Kuczewola, Marcjanów, Niemiecka Wieś, Piegonisko, Piegonisko kol., Piegonisko Pustkowie, Popów, Pośrednik, Romanów, Sobiesęki A., Sobiesęki A.B.C., Sobiesęki B.C., Sobiesęki C. i Szczytniki.
Jednostka została zniesiona 29 września 1954 roku wraz z reformą wprowadzającą gromady w miejsce gmin. Po reaktywowaniu gmin 1 stycznia 1973 roku gminy Iwanowice nie przywrócono, a jej dawny obszar wszedł w skład gmin Szczytniki i Brzeziny.